# Новопокровское сельское поселение (Приморско-Ахтарский район)
Новопокровское сельское поселение — муниципальное образование, входившее в состав упразднённого Приморско-Ахтарского района Краснодарского края России. 
В рамках административно-территориального устройства Краснодарского края ему соответствует Новопокровский сельский округ.
Административный центр — хутор Новопокровский.
В рамках административно-муниципальной реформы сельское поселение было упразднено путем объединения с другими муниципальными образованиями, входившими в состав Приморско-Ахтарского района.

## Население
| 2010  | 2012  | 2013  | 2014  | 2015  | 2016  | 2017  |
| ----- | ----- | ----- | ----- | ----- | ----- | ----- |
| 1484  | ↘1465 | ↘1455 | ↘1447 | ↗1450 | ↗1457 | ↗1460 |
| 2018  | 2019  | 2020  | 2021  | 2023  |       |       |
| ↘1450 | ↘1438 | ↘1422 | ↘1349 | ↘1324 |       |       |

## Населённые пункты
В состав сельского поселения (сельского округа) входили 6 населённых пунктов:
| № | Населённый пункт | Тип населённого пункта | Население (чел.) |
| - | ---------------- | ---------------------- | ---------------- |
| 1 | Новопокровский   | хутор                  | ↘728             |
| 2 | Новонекрасовский | хутор                  | ↘404             |
| 3 | Аджановка        | хутор                  | ↘213             |
| 4 | Бригадный        | посёлок                | ↗120             |
| 5 | Красный Конь     | хутор                  | 15               |
| 6 | Лотос            | хутор                  | ↗4               |